# Улрих II (Източна Фризия)
Улрих II от Източна Фризия (на немски: Ulrich II von Ostfriesland; * 6 юли 1605; † 1 ноември 1648 в Аурих) от род Кирксена е граф на Източна Фризия (1628 – 1648).
Той е вторият син на граф Ено III от Източна Фризия (1563 – 1625) и втората му съпруга принцеса Анна фон Холщайн-Готорп (1575 – 1625), дъщеря на херцог Адолф I фон Шлезвиг-Холщайн-Готорп и Христина фон Хесен. Той наследява по-големия си внезапно умрял брат Рудолф Кристиан (1602 – 1628).
Улрих II се жени на 5 март 1631 г. в Аурих за ландграфиня Юлиана фон Хесен-Дармщат (* 14 април 1606; † 15 януари 1659), дъщеря на ландграф Лудвиг V фон Хесен-Дармщат (1577 – 1626) и съпругата му принцеса Магдалена фон Бранденбург (1582 – 1616). 
По време на Тридесетгодишната война той строи през 1640 г. в чест на съпругата си парк дворец Юлианенбург в Аурих. Той строи за нея 1647/48 г. и увеселителния дворец Зандхорст (днес в Аурих), който е готов през 1648 г. Той основава гимназии през 1631 г. в Норден и 1646 г. в Аурих, които носят неговото име.
След смъртта му неговата вдовица Юлиана води управлението на графството като опекун, понеже децата им са още малолетни.

## Деца
Улрих II и Юлиана фон Хесен-Дармщат имат децата:
- Ено Лудвиг (1632 – 1660), граф на Източна Фризия (1648 – 1654), княз на Източна Фризия 1654, ∞ 3 ноември 1656 за графиня Юлиана София фон Барби-Мюлинген (1636 – 1677)
- Георг Христиан (1634 – 1665), княз на Източна Фризия (1660 – 1665), ∞ 14 май 1662 в Щутгарт за принцеса Христина Шарлота фон Вюртемберг (1645 – 1699)
- Едцард Фердинанд (1636 – 1668), ∞ на 22 юли 1665 за графиня Анна Доротея фон Крихинген († 1705)